# Мисерифьеллет
Мисерифьеллет (норв. Miseryfjellet — «гора несчастья») — горная вершина на острове Медвежий (архипелаг Шпицберген), высшая точка острова.
Гора расположена в южной части острова. Высота её достигает 536 м. Название горы происходит от англ. misery — «несчастье» и было присвоено по ошибке: первоначально английский китобой Джонас Пул дал такое название соседней горе.